# Bonnut
Bonnut es una comuna francesa de la región de Aquitania en el departamento de Pirineos Atlánticos.
El topónimo Bonnut fue mencionado por primera vez en el año 1493 con el nombre de Bonnut.

## Demografía
| 1 152 | 1 009 | 1 216 | 1 176 | 1 163 | 1 214 | 1 133 | 1 193 | 1 124 | 1 054 | 1 073 | 1 061 | 1 086 | 1 058 | 1 060 | 1 059 | 1 035 | 1 014 | 1 020 | 1 018 | 909 | 890 | 837 | 810 | 735 | 680 | 707 | 707 | 715 | 704 | 682 | 668 | 668 |
| Para los censos de 1962 a 1999 la población legal corresponde a la población sin duplicidades (Fuente: INSEE [Consultar]) |       |       |       |       |       |       |       |       |       |       |       |       |       |       |       |       |       |       |       |     |     |     |     |     |     |     |     |     |     |     |     |     |